# Giovanni Sbriglia

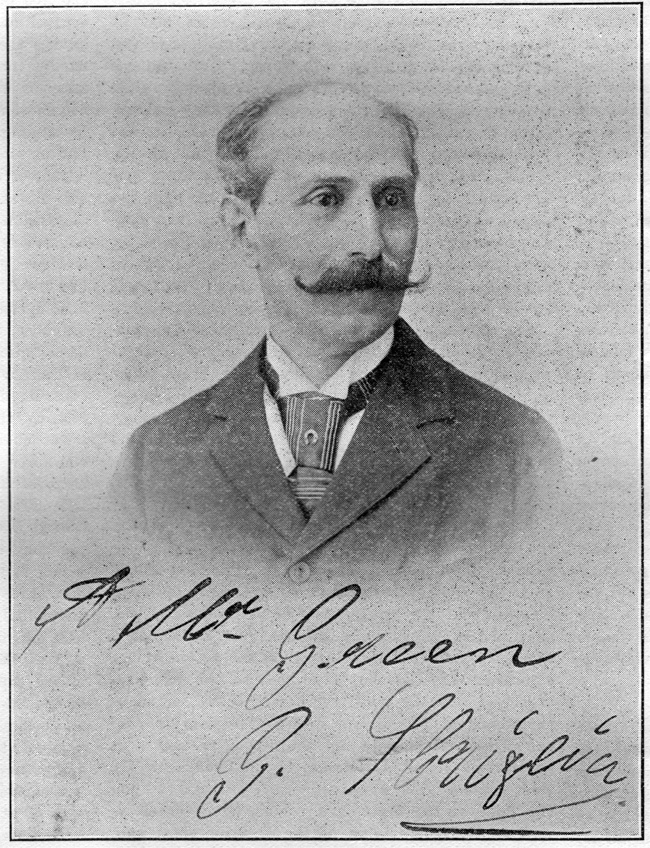
Giovanni Sbriglia tra il 1892 e il 1902

Giovanni Sbriglia (Napoli, 23 giugno 1832 – Parigi, 20 febbraio 1916) è stato un tenore italiano e un maestro di canto di spicco.

## Biografia
Frequentò il Conservatorio di San Pietro a Majella sotto la guida di Emanuele De Roxas  prima di esordire, all'età di 21 anni, al Teatro San Carlo di Napoli. Si esibì quindi in tutta Italia prima di essere ingaggiato da Max Maretzek per l'Accademia della Musica di New York. Cantò anche a L'Avana e in Messico, oltre che negli Stati Uniti, fino al 1875, quando si stabilì a Parigi per insegnare. 
Durante questo periodo, in particolare, trasformò Jean de Reszke da baritono nel principale tenore lirico-drammatico del tempo. Cantò con la sorella di Jean, il soprano Josephine e con suo fratello Édouard, un famoso basso. Tra gli altri famosi allievi di Sbriglia vi furono il soprano drammatico Lillian Nordica, il basso Pol Plançon, il soprano Mena Cleary,  il soprano lirico Sybil Sanderson e il tenore Vladimir Rosing. Anche Annie Lippincott, figlia di Grace Greenwood, studiò con Sbriglia. 
Fu nominato membro dell'Accademia Reale di Firenze nel 1890 ed era anche membro dell'Académie française. Morì a Parigi all'età di 83 anni. 